# Messiah Part II
Messiah (HWV 56), é um oratório em inglês composto por George Frideric Handel em 1741, sendo estruturado em três partes. Esta lista cobre a Parte II em uma tabela e comentários sobre movimentos individuais, refletindo a relação do cenário musical com o texto. A Parte I começa com a profecia do Messias e seu nascimento, mostra a anunciação aos pastores e reflete as obras do Messias na terra. A Parte II cobre a Paixão em nove movimentos, incluindo o movimento mais longo do oratório, um aria para alto Ele era desprezado, então menciona a morte, ressurreição, ascensão, e reflete a propagação do Evangelho e sua rejeição. A parte é concluída com uma cena chamada "Triunfo de Deus" que culmina no Coro Aleluia. Parte III do oratório se concentra no ensino da ressurreição dos mortos do Apóstolo Paulo e a glorificação no céu de Cristo.

## Messias, o oratório

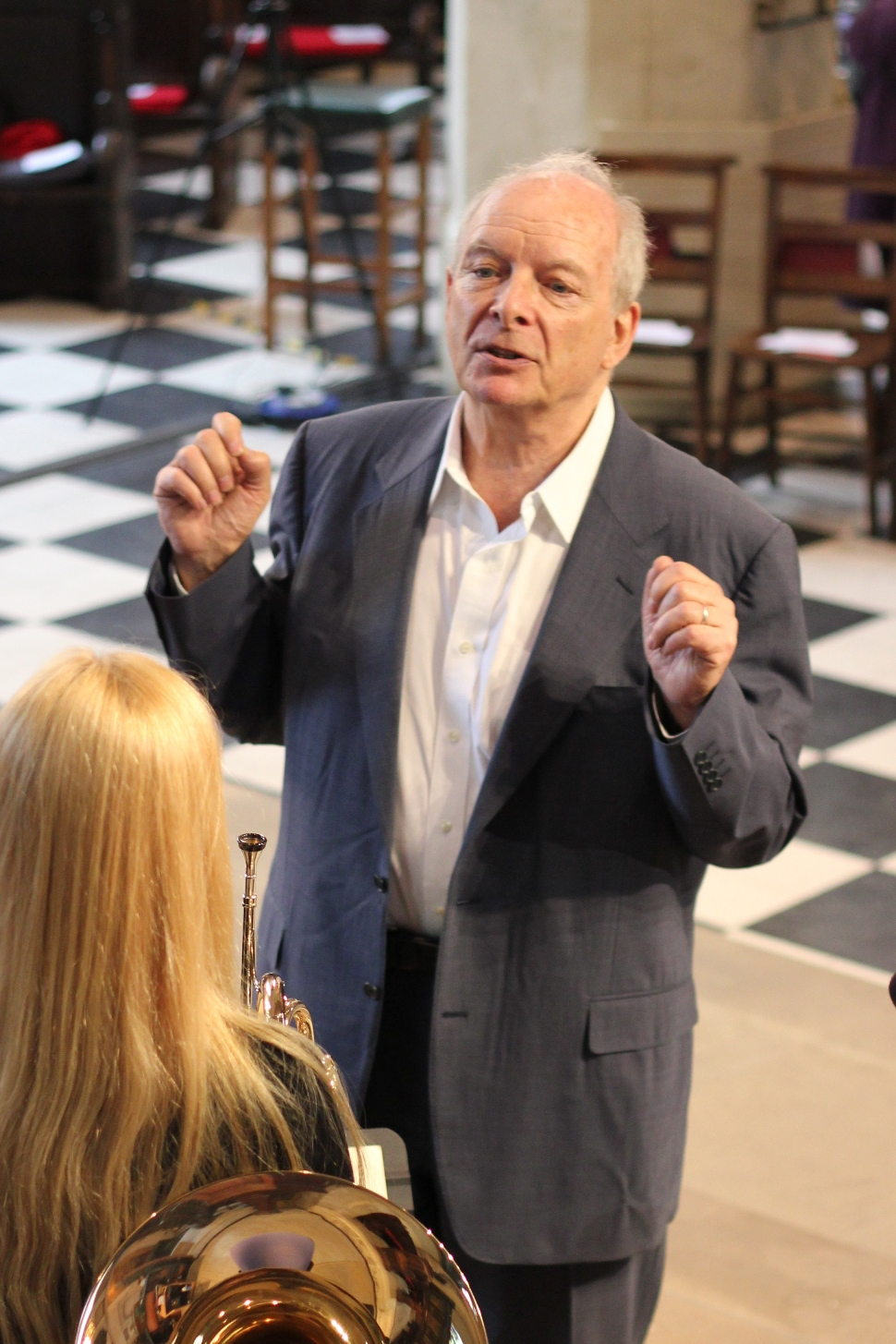
Christopher Hogwood em ensaio em 2014

O libreto de Charles Jennens é inteiramente extraído da Bíblia, principalmente da Bíblia do Rei Jaime, enquanto vários salmos são retirados do Livro de Oração Comum. O libretista comentou: "... o Sujeito supera todos os outros Sujeitos. O Sujeito é o Messias ...".Messiah difere dos outros oratórios de Handel por não contar histórias, ao invés disso, oferece reflexões sobre diferentes aspectos do Messias Cristão. Christopher Hogwood comentou:
 Messiah não é um oratório típico de Handel; não há personagens nomeados, como são geralmente encontrados no cenário de Handel das histórias do Antigo Testamento, possivelmente para evitar acusações de blasfêmia. É mais uma meditação do que um drama de personalidades, de método lírico; a narração da história é feita por implicação e não há diálogo.
— Christopher Hogwood

#### 44
Hallelujah
A Parte II termina com o refrão  Hallelujah , na tonalidade de Ré maior com trombetas e tímpanos. O coro introduz na homofonia um característico  motivo simples na palavra, jogando com o intervalo de um  segundo, que reaparece ao longo da peça. Várias linhas do Livro do Apocalipse (Predefinição:Sourcetext, Predefinição:Sourcetext) são tratados de forma diferente, como em um moteto, mas unificados por "Aleluia" como uma conclusão ou como um contra-sujeito em uma seção fugal. A linha "para o Senhor Deus onipotente reina" é cantada por todas as vozes, primeiro em uníssono, depois em imitação com exclamações de Aleluia intercaladas. A segunda linha "O reino deste mundo já se tornou" é cantada em quatro partes como um coral. A terceira ideia "e ele reinará para todo o sempre" começa como uma fuga sobre um tema com saltos ousados, uma reminiscência na sequência do coral luterano de Philipp Nicolai "Wachet auf ". Como contra-sujeito, as palavras "para sempre - e para sempre" assumem o ritmo do motivo Aleluia. A aclamação final "Rei dos Reis ... e Senhor dos Senhores" é cantada em uma nota, energizada por repetidos chamados "Aleluia" e "para sempre - e sempre", cada vez mais elevada (os sopranos e as trombetas parte), até um descanso cheio de tensão e um solene final "Aleluia".